# Motorički neuroni
Motorički neuroni ili i eferentni neuroni su neuroni locirani u središnjem živčanom sustavu (engl. CNS) čiji aksoni izlaze iz središnjeg živčanog sustav i direktno ili indirektno kontroliraju mišiće. Motorički neuroni su
1. Gornji motorni neuron je tzk tractus corticospinalis koji prenosi motoričke impulse iz moždane kore do donjeg motoneurona u prednjim rogovima kralješnične moždine.
2. Donji motoneuron čine stanice prednjih rogova moždine koje prenose impuls do mišića.

Bitno je razlikovati koji je dio motornog sustava neka bolest zahvatila. To se može zaključiti na temelju neuroloških znakova koji postoje kod oštećenja inih. Bolest motornih neurona (engl. MND) uzrokuje slabljenje i nestajanje mišića, zbog toga dolazi do problema tipa nepsretnosti (mišići ruku oslabe), problemi kod gutanja hrane, nerazgovijetan govor. MND ne utječe na inteligenciju i memoriju. Za sada nema poznatog lijeka za bolest motornih neurona.